# 阿特賴烏帕齊拉
阿特賴乌帕齐拉是孟加拉国瑙岡縣的一个乌帕齐拉，位於拉傑沙希专区的瑙岡縣。。

## 人口
據1991年孟加拉國人口普查，阿特賴共有戶數30,570戶，人口166978人。其中男性佔比50.88%，女性佔比49.12%；成年人口83,466人。該地7歲以上人口之平均識字率為26.8%，低於全國平均值（32.4%）。